# Juan Escarré
Juan Escarré Urueña (Alicante, 23 de febrero de 1969) es un jugador de hockey hierba y hockey sala retirado español que es considerado uno de los símbolos españoles en la historia del hockey hierba con 256 internacionalidades. Actualmente es el seleccionador español sub-21.

## Trayectoria
Nacido en Alicante (Comunidad Valenciana, España), originario del barrio de Rabasa, su padre Antonio le enseñó y le introdujo en este deporte junto a su hermano Roberto.
Hombre de club, permaneció la mayoría de su carrera en el Club Atlético San Vicente Hockey, donde ejerció de jugador-entrenador desde 1990. También jugó en el Fútbol Club Barcelona, Club Deportivo Complutense y durante momentos concretos de temporada en clubes de Egipto, Alemania, Inglaterra e India. En la modalidad de hockey sala jugó siempre en el Atlético San Vicente salvo dos temporadas que jugó en el CD Terrassa con el que fue Campeón de Europa en 1996.
Internacional desde 1990, debutó con la Selección Española de hockey hierba en un "Torneo 4 Naciones" disputado en Bruselas. Completó cerca de 700 convocatorias nacionales entre partidos oficiales y no oficiales. Y formó parte del equipo que cosechó las medallas de plata en los Juegos de Atlanta 1996 y en los Mundiales de Utrech en 1998.
El 23 de diciembre de 2003, Escarré cumplió su partido oficial número 200 como internacional español. Fue en Madrid en el primer partido de preparación de cara al Preolímpico de marzo de 2004 ante la Selección de Malasia, en la que se impuso España por tres goles a cero.
Por esto la Real Federación Española de Hockey le galardonó mediante una distinción acreditativa como reconocimiento a los 200 encuentros internacionales.
En el año 2000 asumió el papel de capitán y bajo su liderazgo, la selección consiguió las victorias más importantes de su historia: el Champions Trophy celebrado en Lahore en 2004 y el Campeonato de Europa de Leipzig en 2005.
Las lesiones marcaron los últimos dos años de la trayectoria del alicantino, ya que una luxación en el hombro le privó de disputar la final del Europeo de Leipzig ante Holanda y un esguince en la rodilla, producido en enero en un partido con la selección, le dejó en el díque seco toda la temporada.
Puso punto final a su trayectoria como jugador debido a la lesión de rodilla, abandonando la concentración de la selección nacional a poco del comienzo del Mundial de Mönchengladbach, que se iniciaba el 6 de septiembre de 2006.
Tras la retirada de la alta competición y después de un período de parón, Juan Escarré volvía a jugar a hockey desde la temporada 2011-2012 con el Club Atlético San Vicente-Hockey en competiciones de nivel más discreto tras el renacimiento del club de toda su vida, en las que sigue mostrando su gran talento como jugador de hockey.
En 1998, fue mediador entre la Real Federación Española de Hockey, la Universidad de Alicante y otras instituciones locales al objeto de celebrar en San Vicente del Raspeig la fase de clasificación de la "Copa de Europa de Naciones". Dicha fase previa clasificatoria para el Campeonato de Europa que se celebraba en Pádova en 1999 se disputó en el Campo de Hockey de la UA.
En 2002 recibió un homenaje por parte de la UA en unas "Jornadas de Clausura de las Ligas Internas 2001/02" y en la que el alicantino descubrió un monumento en su honor en la zona deportiva de la Universidad.
Ha sido deportista incluido en el "Programa ADO" de deportistas olímpicos desde 1993, Deportista de Élite de la Generalidad Valenciana desde 1989 y premio al "Mejor Deportista de la Provincia de Alicante" otorgado por la Diputación Provincial de Alicante, en los años 1996 y 1999. Posee la "Orden Olímpica del Comité Olímpico Español".
Uno de los gurús del hockey hierba mundial, el australiano Ric Charlesworth, autor del libro "El Entrenador" (The Coach), le colocó entre su once ideal de hockey de todos los tiempos y como único español.
Es Diplomado en Magisterio de Educación Física por la Universidad de Alicante. Y desde el año 1997 posee el título de Entrenador Nacional de Hockey.

### Club Atlético San Vicente
Club del municipio alicantino de San Vicente del Raspeig, fue fundado en 1969, año de nacimiento de Juan Escarré. Ha sido el club donde ha discurrido casi toda su carrera deportiva ya que, en temporadas completas sólo jugó fuera en el FC Barcelona y en la Complutense. En el resto de clubes sólo marchaba a jugar una vez que su club estaba asegurado para disputar la fase de ascenso y volviendo para jugarla. Cabe destacar que además de jugador ha sido el entrenador del equipo desde 1990 junto con la ayuda de su hermano Roberto Escarré. También ha sido el coodinador de las escuelas deportivas del club sanvicentero.

#### 1997/1998
El equipo liderado por Escarré comenzó a dar guerra en el panorama nacional. En la Fase Previa (Centro-Sur) consigue un meritorio 2º puesto lo que le dio derecho al conjunto de San Vicente a disputar la Fase final (con un sistema de liga a una vuelta y compuesta por 4 equipos), en la cual quedó en 4º lugar por detrás de Club de Campo Villa de Madrid, Egara 1935 y el campeón Club Atlético San Sebastián respectivamente.

#### 1998/1999
Fue una temporada épica para el conjunto del Raspeig, donde Juan Escarré ejercía las funciones de jugador y entrenador.
El equipo se proclama subcampeón del Grupo A (Centro-Sur), empatado a puntos con el primer clasificado, el Club Hockey Barrocanes y por delante del RGC Covadonga y Atlètic 1952. En la Fase final disputada en San Vicente del Raspeig en el campus de la Universidad de Alicante, consiguieron un 2º puesto por detrás del campeón Egara 1935 (el conjunto sanvicentero dejó escapar una renta de 2-0 en el partido contra el filial del Club Egara), teniendo que promocionar con el undécimo clasificado en División de Honor, el FC Barcelona.
Este último tramo sería fatídico para el conjunto verdiblanco, ya que se enfrentaba al todopoderoso FC Barcelona sin su hombre insignia Juan Escarré debido a una rotura de fibras y sin posibilidad de efectuar ningún cambio por falta de jugadores; el resultado fue de 7-2 favorable a los catalanes. Escarré gozó de un permiso de la RFEH para retrasar su viaje a Australia con la selección absoluta donde debía jugar un amistoso, para encontrarse en el encuentro de vuelta disputado el 5 de junio de 1999 en el Campo de Hockey de la UA, y que a la postre se preveía una difícil empresa al tener que remontar cinco goles para lograr el ascenso a la máxima categoría. Y como así fue, el partido quedó empate a 2 goles, y Escarré tampoco jugó debido a la lesión arrastrada.

#### 1999/2000
El Atlético San Vicente no aparece en ninguna competición regular de hockey hierba.

#### 2000/2001
El club sanvicentero, tras una gran campaña en el Grupo B de Primera Nacional quedando por delante del FC Barcelona, disputó la Fase final de ascenso a División de Honor, quedándose sin el ascenso por tan sólo un gol de diferencia respecto a los dos equipos que finalmente lograron el ascenso (Club de Campo Villa de Madrid y el Club Hockey Monteoro Amistad de Madrid).
Dicha Fase final disputada del 20 al 22 de abril de 2001 en las madrileñas instalaciones de Somontes, la jugaron el Junior FC, el Club Atlético San Vicente, y los anteriormente mencionados Club de Campo Villa de Madrid y Club Hockey Monteoro Amistad. El San Vicente que logró dos victorias y una derrota, quedó inmerso en un triple empate junto con los dos equipos madrileños teniéndose que usar el desempate por el número total de goles conseguidos en los partidos de la Fase final.

#### 2001/2002
El club no realiza una buena temporada quedando en el 4º y último lugar del Grupo B en la Fase Previa.

#### Desaparición
En 2004 el equipo absoluto masculino se desintegra quedándose como escuela de hockey para niños. Pese a los intentos de Juan Escarré por reconducir la situación, el equipo acaba disolviéndose y quedando el jugador sin equipo donde jugar en Alicante.

### Internacional y sin equipo

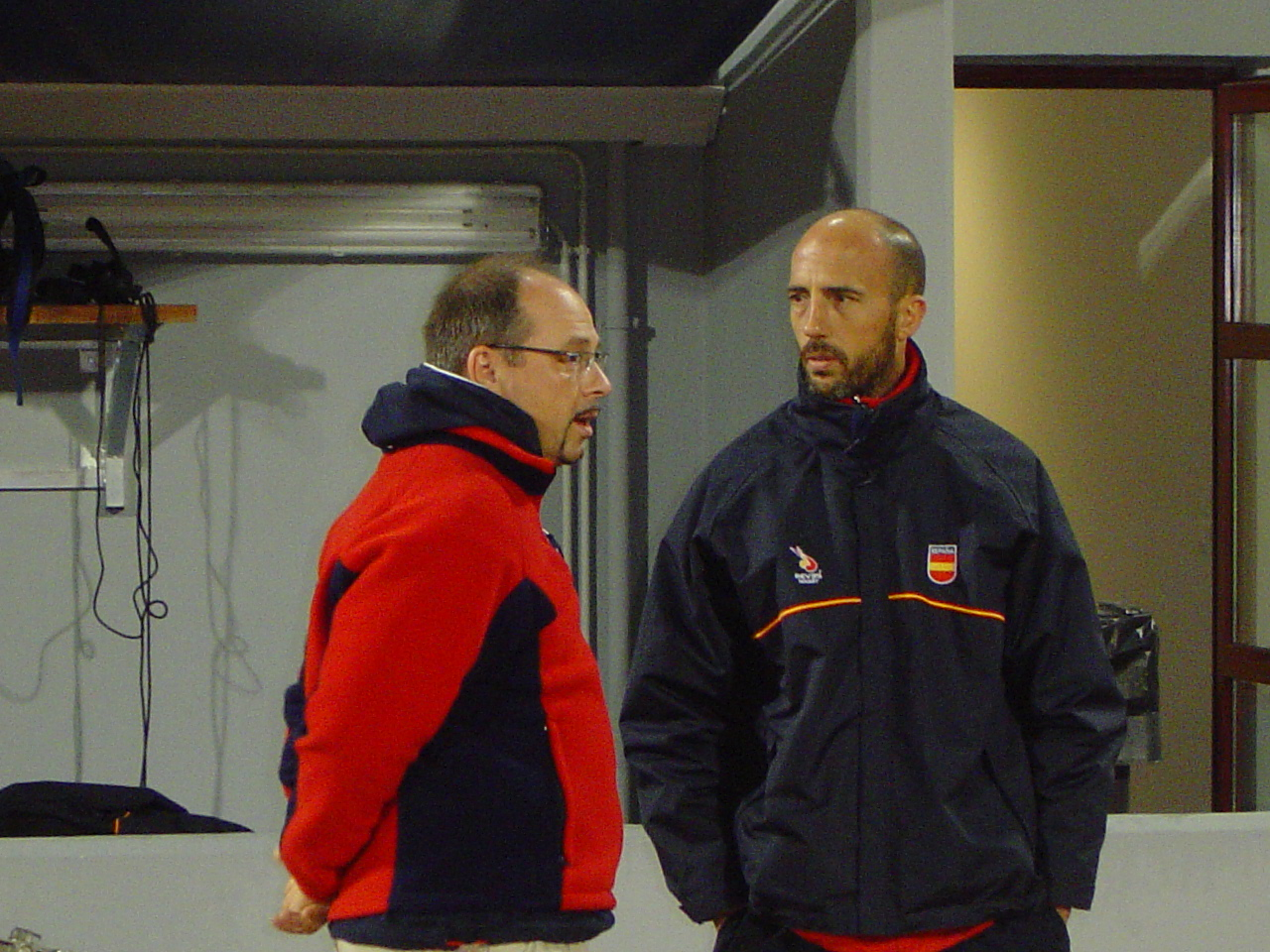
Habitual con la selección.

En sus últimos años como jugador de la selección nacional absoluta protagonizó un hecho muy poco habitual en el mundo del deporte. Sin club, ni ficha federativa, sin campo donde entrenar en Alicante, sin ritmo de competición, siguió siendo convocado por el holandés Maurits Hendriks, seleccionador del combinado español, manteniendo un alto nivel de juego y siendo pieza clave en la selección.

### Seleccionador sub-18 y sub-21
En el año 2004 es nombrado seleccionador nacional sub-18, y en el 2011 es nombrado seleccionado nacional sub-21

## Clubes

### Hockey hierba
| Club                             | País       | Año         |
| -------------------------------- | ---------- | ----------- |
| Club Atlético San Vicente Hockey | España     | 1990 - 1992 |
| FC Barcelona                     | España     | 1992 - 1994 |
| Club Atlético San Vicente Hockey | España     | 1994 - 1999 |
| Sharkia Hockey Club              | Egipto     | 1998 - 1999 |
| Club Atlético San Vicente Hockey | España     | 1999 - 2000 |
| Rot-Weiss Köln                   | Alemania   | 1999 - 2000 |
| Club Atlético San Vicente Hockey | España     | 2000 - 2001 |
| Old Loughtonians Hockey Club     | Inglaterra | 2000 - 2001 |
| Club Atlético San Vicente Hockey | España     | 2001 - 2002 |
| CD Universidad Complutense       | España     | 2002 - 2003 |
| Club Atlético San Vicente Hockey | España     | 2003 - 2005 |
| Chennai Veerans                  | India      | 2005        |
| Club Atlético San Vicente Hockey | España     | 2005        |

### Hockey sala
| Club                             | País   | Año         |
| -------------------------------- | ------ | ----------- |
| Club Atlético San Vicente Hockey | España | 1990 - 1994 |
| CD Terrassa                      | España | 1994 - 1996 |
| Club Atlético San Vicente Hockey | España | 1996 - 2006 |
| Bully '92 - Murcia               | España | 2006 - 2007 |

## Palmarés

### Títulos a nivel de selección
- 2005. Medalla de Oro Campeonato de Europa de Leipzig
- 2004. Campeón Champions Trophy de Hockey Hierba en Lahore (Pakistán)
- 2004. 4º (Diploma Olímpico) Juegos Olímpicos de Atenas
- 2004. Subcampeón Torneo 3 Naciones de Alcalá la Real (Jaén)
- 2004. Subcampeón Preolímpico de Madrid
- 2004. Participación Torneo Azlan Shah Cup en Kuala Lumpur
- 2003. Medalla de Plata Copa de Europa de Selecciones nacionales Hockey Hierba de Barcelona
- 2003. Campeón Men's Champions Challengue de Randburg (Sudáfrica)
- 2003. Medalla de Plata Copa de Europa de Hockey Sala de Santander
- 2002. 11º Copa del Mundo Hockey Hierba de Kuala Lumpur (Malasia)
- 2001. 2º Fase Clasificatoria Copa del Mundo celebrado en Edimburgo
- 2001. Campeón Torneo Internacional Club de Campo Villa de Madrid
- 2001. Medalla de Plata y elegido mejor jugador del torneo Copa de Europa Hockey Sala de Lucerna
- 2000. 9º Juegos Olímpicos de Sídney
- 2000. Campeón Preolímpico de Osaka
- 1999. 5º Copa de Europa Hockey Hierba de Pádova
- 1999. 4º Campeonato de Europa de Hockey Sala de Slagelse
- 1998. (mayo). Recibe la insignia de oro/brillantes de la RFEH al cumplir 100 partidos internacionales
- 1998. Medalla de Plata Copa del Mundo Hockey Hierba Utrech
- 1997. (junio). Recibe la placa de la RFEH al cumplir 75 partidos internacionales
- 1997. 1º Copa Intercontinental de Kuala Lumpur
- 1997. 6º Copa de Europa Hockey Sala de Lievin (Francia)
- 1996. Medalla de Plata y elegido mejor jugador Juegos Olímpicos de Atlanta
- 1996. 4º Preolímpico Atlanta
- 1995. Máximo goleador Copa de Europa Hockey Hierba de Dublín
- 1995. Elegido mejor jugador Torneo internacional de Hockey Hierba de Lisburn
- 1995. Partidos oficiales Hockey Hierba contra India en Barcelona
- 1994. Copa del Mundo Hockey Hierba de Sídney
- 1994. Champions Trophy de Hockey Hierba en Lahore (Pakistán)
- 1994. Copa de Europa Hockey Sala de Bonn (Alemania)
- 1993. Clasificación y máximo goleador Copa Europa Hockey Sala de Oporto
- 1992. Torneo de Reyes Hockey Hierba Selección absoluta
- 1991. Copa de Europa Hockey Sala de Birmingham
- 1991. Copa del Mundo Hockey Sala de Glasgow
- 1990. Copa de Europa de Naciones Hockey Sala de Murcia
- 1989. Copa del Mundo Hockey Sala Sub-21 de Kuala Lumpur (Malasia)
- 1989. Copa de Europa Hockey Sala Sub-21 de Ourense

### Títulos a nivel de club
- 1996. Copa de Europa de Clubes Hockey Sala y elegido mejor jugador (CD Terrassa)

## Premios, reconocimientos y distinciones
- Mejor Deportista Masculino de 1996, 1998 y 2004 (finalista en 2003 y 2005) en los Premios Deportivos Provinciales de la Diputación de Alicante[21]
- Trofeo Ayuntamiento de Alicante al mejor deportista alicantino absoluto de 2005, otorgado por la Asociación de la Prensa Deportiva de Alicante.